# 大龐德 (緬因州)
大龐德（英語：Great Pond）是一個位於美國緬因州漢考克縣的市鎮。

## 人口
根據2020年美國人口普查的數據，大龐德的面積為103.31平方千米，當中陸地面積為97.79平方千米，而水域面積為5.52平方千米。當地共有人口61人，而人口密度為每平方千米1人。